# Elecciones generales de Rumania de 1996
Las elecciones generales se celebraron en Rumania el 3 de noviembre de 1996, con una segunda vuelta de las elecciones presidenciales el 17 de noviembre.
Las encuestas de opinión previas a las elecciones sugirieron que el entonces presidente, Ion Iliescu, del Partido Socialdemócrata de Rumania (PDSR) ganaría un tercer mandato, aunque se creía que un gran campo de candidatos lo empujaría a una segunda vuelta. Iliescu recibió la mayoría de los votos en la primera ronda, justo por delante de su oponente de la segunda vuelta de 1992, Emil Constantinescu de la Convención Democrática Rumana (CDR). En la segunda ronda, Constantinescu derrotó a Iliescu con el 54 % de los votos. Iliescu reconoció la derrota poco después de que cerraron las urnas. Constantinescu asumió el cargo el 29 de noviembre, marcando la primera transferencia pacífica del poder desde la caída del comunismo.
El CDR, una amplia coalición de partidos que se oponía a la centroizquierda gobernante del PDSR, también emergió como el bloque más grande en el Parlamento, ganando 122 de los 343 escaños en la Cámara de Diputados y 53 de los 143 escaños en el Senado. 